# 田村碧衣
田村 碧衣（たむら あおい、1999年5月24日 - ）は、日本の女子バスケットボール選手である。ポジションはシューティングガード。

## 来歴
高知県出身。
岡豊高校、鹿屋体育大で全国大会を経験。
2022年、新潟アルビレックスBBラビッツにアーリーエントリーを経て加入。
2023年、退団。